# پادشاه عراق

نشان ملی عراق از سال ۱۹۲۱ تا ۱۹۵۸

پادشاه عراق (به عربی: ملك المملكة العراقية الهاشمية)، رئیس کشور بالاترین مقام سیاسی در کشور پادشاهی عراق بود. همچنین در کشور عراق پادشاه رئیس قوه اجرایی کشور و فرمانده کل نیروهای مسلح محسوب می‌شد.
از سال ۱۹۲۱ تا ۱۹۵۸ میلادی خاندان هاشمی بر عراق حکومت می‌کند. شاهزاده رعد بن زید وارث پادشاهی عراق است.
در سال ۱۹۵۸ میلادی، کودتای ژنرال عبدالکریم قاسم در عراق، منجر به انقراض پادشاهی در این کشور شد.

## لیست شاهان عراق
- ملک فیصل اول
- ملک غازی
- ملک فیصل دوم